# Xã Dyer, Quận Saline, Arkansas
Xã Dyer (tiếng Anh: Dyer Township) là một xã thuộc quận Saline, tiểu bang Arkansas, Hoa Kỳ. Năm 2010, dân số của xã này là 1.754 người.